# Centro Democrático y Social
Centro Democrático y Social (CDS) var ett moderat, socialdemokratiskt politiskt parti i Spanien. Det grundades 1982. Det upplöstes den 18 februari 2006, då det slogs samman med Partido Popular.